# C2c
Pour les articles homonymes, voir C2C.
c2c est une entreprise ferroviaire britannique qui assure la desserte, dans le cadre d'une concession ferroviaire, de la ligne London, Tilbury & Southend Railway, au départ de la Gare de Fenchurch Street dans la Cité de Londres vers East London et toute la partie nord de Thames Gateway, y compris Basildon, Chafford Hundred, Tilbury et Southend, avec pour terminus oriental Shoeburyness.
Filiale du groupe italien Trenitalia, c2c s'appelait jusqu'en mai 2000 LTS Rail, alors qu'elle était la propriété de Prism Rail. Le nom « c2c », qui n'a en réalité pas de signification particulière, est décliné de diverses manières. Sur les portes de certaines gares et certains panneaux dans les trains, on peut voir par exemple : « city2coast2culture2commerce2...  ».
Toutes les gares de la ligne sont gérées par c2c à l'exception de celles de Fenchurch Street, gérée par Network Rail, et de West Ham qui dépend du métro de Londres.
Contrairement à d'autres exploitants de la région de Londres, c2c autorise l'emploi de la carte Oyster card entre Fenchurch Street, Limehouse, West Ham, Barking et Upminster.
En 2005, c2c a été distinguée comme le plus ponctuel des services ferroviaires en Grande-Bretagne, avec une ponctualité de 95,3 %[réf. nécessaire].

## Historique
Dans le cadre de la privatisation de la compagnie ferroviaire publique British Rail en 1996, Prism Rail postule pour 18 concessions différentes, et est retenu pour quatre d'entre elles. L'exploitation de la ligne la ligne London, Tilbury & Southend Railway sous le nom de LTS Rail débute le 26 mai 1996. LTS Rail est renommé c2c en mai 2000, et quelques mois plus tard, Prism Rail est racheté par National Express. Ce dernier revend c2c à la compagnie ferroviaire publique italienne Trenitalia en février 2017.

## Services

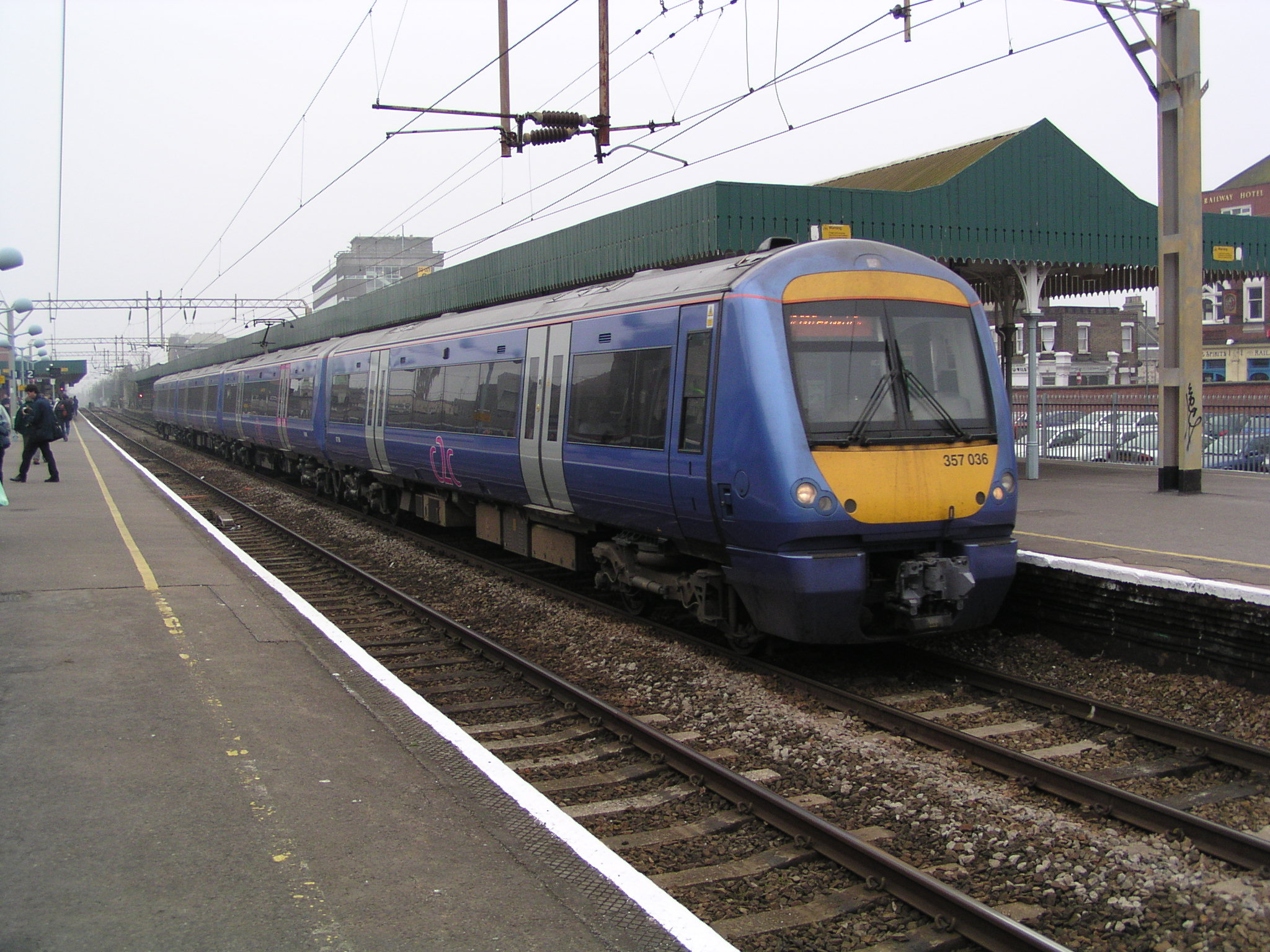
Une rame c2c à Southend Central

Le service normal, hors périodes de pointe comprend huit trains par heure au départ et à l'arrivée de Fenchurch Street :
- 2 à destination de Shoeburyness via Laindon
- 2 à destination de  Shoeburyness via Laindon sans arrêt à Limehouse, West Horndon ou Pitsea
- 2 à destination de  Grays via Rainham
- 2 à destination de Southend Central via Ockendon

Pendant les périodes de pointe, le service est beaucoup plus étoffé et comprend des trains directs jusqu'à Benfleet tandis que des services omnibus ne vont pas au-delà de Laindon ou Grays.
Deux services de soirée en semaine, desservent les gares de Stratford et Liverpool Street dans chaque sens.

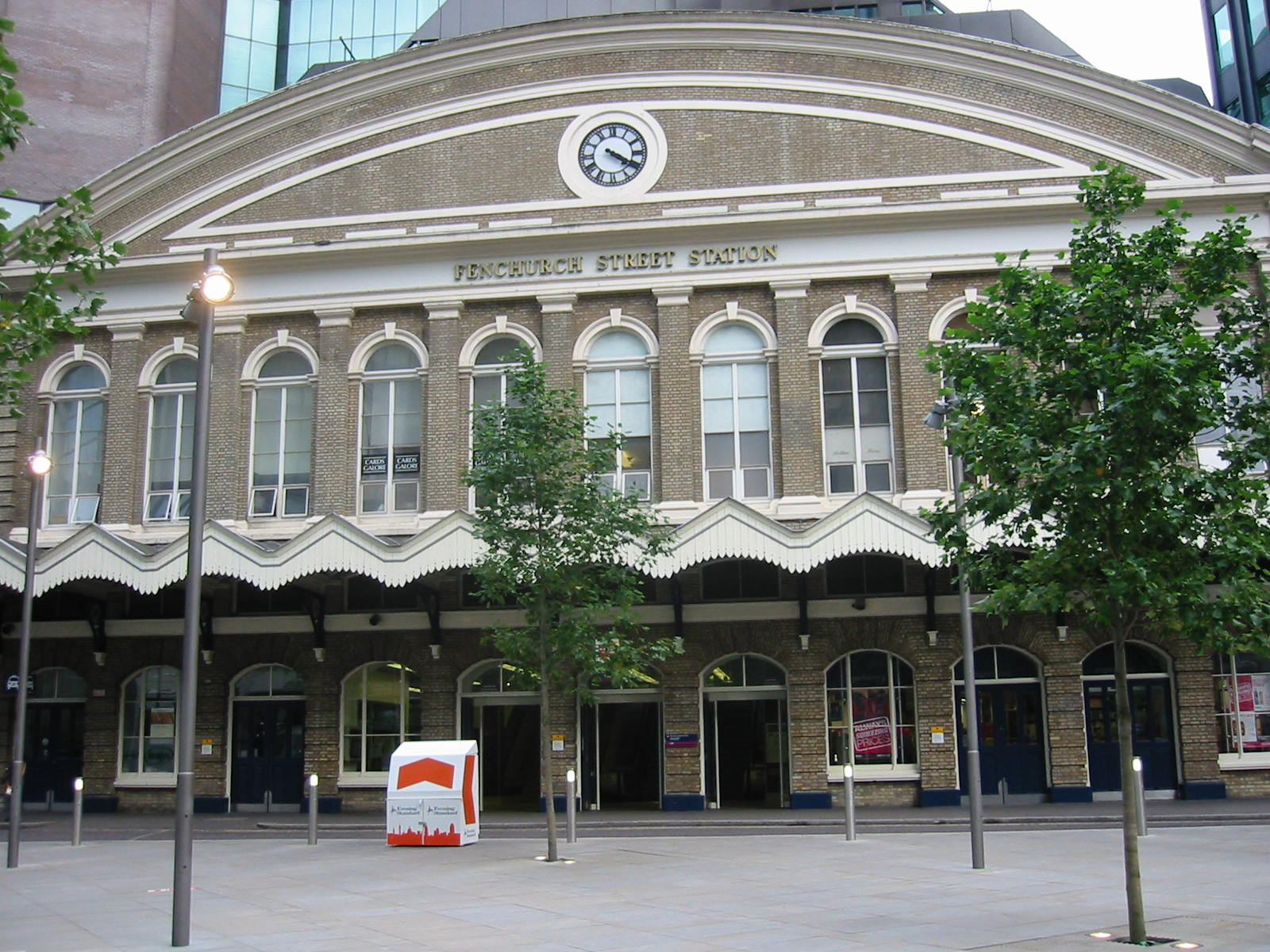
La gare de Fenchurch Street d'où partent les trains de c2c

La ligne District Line du métro de Londres dessert aussi Upminster, Barking, West Ham et Tower Hill (vers Fenchurch Street) et les billets des deux réseaux sont interchangeables.

## Liste des gares desservies
|  |               |  |                  |  | Fenchurch Street LU |  |                     |
|  |               |  |                  |  | Limehouse           |  | Liverpool Street LU |
|  |               |  |                  |  | West Ham LU         |  | Stratford DLR LU    |
|  |               |  |                  |  | Barking LU          |  |                     |
|  | Dagenham Dock |  |                  |  | Upminster LU        |  |                     |
|  | Rainham       |  | Ockendon         |  |                     |  |                     |
|  | Purfleet      |  | Chafford Hundred |  |                     |  |                     |
|  |               |  | Grays            |  |                     |  |                     |
|  |               |  | Tilbury Town     |  | West Horndon        |  |                     |
|  |               |  | East Tilbury     |  | Laindon             |  |                     |
|  |               |  | Stanford-le-Hope |  | Basildon            |  |                     |
|  |               |  |                  |  | Pitsea              |  |                     |
|  |               |  |                  |  | Benfleet            |  |                     |
|  |               |  |                  |  | Leigh on Sea        |  |                     |
|  |               |  |                  |  | Chalkwell           |  |                     |
|  |               |  |                  |  | Westcliff           |  |                     |
|  |               |  |                  |  | Southend Central    |  |                     |
|  |               |  |                  |  | Southend East       |  |                     |
|  |               |  |                  |  | Thorpe Bay          |  |                     |
|  |               |  |                  |  | Shoeburyness        |  |                     |